# 密宗六大
六大，又名六界，“大”義爲物質元素，六大是從四大、五大的基礎上延擴而來，是佛教密宗的世界观和曼荼罗道場觀。

## 四大和五大
佛教繼承印度諸宗教觀點，認為器世間有情世間的物質由地、水、火、風“四大種”構成。部派佛教時，根本說一切有部提出“五大”，即在四大的基礎上加上限定虛空，但反對其是“大種”。
密教則在五大之上，再加識，稱爲“六大”，認為大日如來、众生身心和世界万物皆由
地、水、火、风、空、识“六大”所造，故彼此无差别，是圆融一体的，爲即身成佛之基礎；前“五大”为“色法”，属胎藏界；“识”为“心法”，属金刚界。